# جایزه شیمس
جایزه شیمس هر ساله از سوی نویسندگان کارآگاهی آمریکا (PWA) برای بهترین رمان و داستان کوتاه کارآگاهی اعطا می‌شود.
این جایزه سالانه متعلق به دستاوردهای برجسته در ژانر کارآگاهان خصوصی است و از سال ۲۰۰۳ آغاز شد. بعد از آن، گاهی (سال‌های ۲۰۰۳، ۲۰۰۷، ۲۰۰۹، ۲۰۱۱، ۲۰۱۶) در مراسم راز جهانی بوشرکن اعطا شد.

## موضوعات
| عنوان                                             | سال شروع |
| ------------------------------------------------- | -------- |
| بهترین رمان گالینگور                              | ۱۹۸۲     |
| بهترین نخستین رمان                                | ۱۹۸۵     |
| بهترین کتاب کاغذی اورجینال                        | ۱۹۸۲     |
| جایزه یک عمر دستاورد ادبی                         | ۱۹۸۲     |
| بهترین داستان کوتاه                               | ۱۹۸۳     |
| بهترین رقابت برای نخستین رمان کارآگاهی از دید PWA | ۱۹۸۶     |
| دوستان PWA                                        | ۲۰۰۲     |
| بهترین مجموعه/شخصیت‌ها                             | ۲۰۰۷     |
| بهترین رمان داخلی                                 | ۲۰۱۳     |